# Исполнительный совет Онтарио

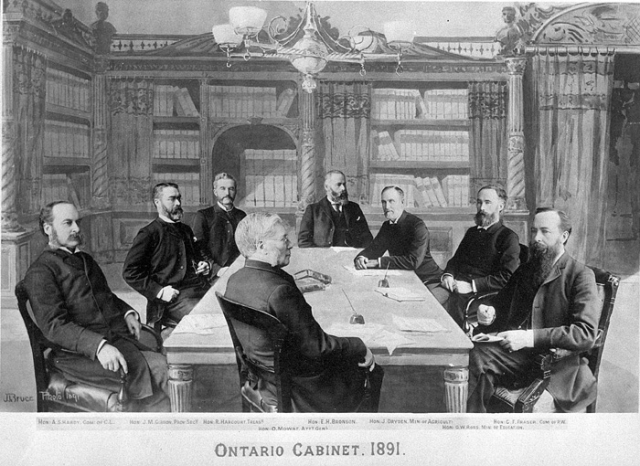
Кабинет министров Онтарио 1891 года. По часовой стрелке, начиная с центра переднего плана: О. Моуат, А.С. Харди, Дж. М. Гибсон, Р. Харкорт, Э.Х. Бронсон, Дж. Драйден, Дж. У. Росс К.Ф. Фрейзер

Исполнительный совет Онтарио (англ. Executive Council of Ontario, фр. Conseil des ministres de l'Ontario), неофициально и чаще — Кабинет министров Онтарио (англ. Cabinet of Ontario, фр. Cabinet de l'Ontario) играет важную роль в правительстве Онтарио, в соответствии с Вестминстерской системой.
Совет министров Короны под председательством Премьер-министра Онтарио, а также Исполнительный совет, почти всегда состоящий из членов Законодательного собрания Онтарио, консультируют лейтенант-губернатора Онтарио о том, как выполнять исполнительные функции Короны Онтарио. Члены совета назначаются лейтенант-губернатором по рекомендации премьер-министра. Хотя лейтенант-губернатор, как правило, не посещает заседания совета, директивы, изданные вице-королем по его совету или его министров, как утверждается, подписываются генерал-губернатором в совете. Министры имеют почетный префикс «достопочтенный», пока являются членами совета.
Таким образом, кабинет похож по структуре и своей роли на Федеральный тайный совет Королевы для Канады, хоть и меньший по размеру, и, хотя федеральный кабинет фактически является комитетом Тайного совета королевы, Исполнительный совет Онтарио и Кабинет Онтарио — одно и то же. Кроме того, в отличие от Тайного совета королевы, члены Исполнительного совета Онтарио не назначаются пожизненно и не имеют права на получение именных писем в силу своей должности.
Большинство министров кабинета являются главой министерства, но это не всегда так. Лейтенант-губернатор по рекомендации премьер-министра определяет, какие департаменты будут созданы. Затем новый министр должен утвердить структуру своего департамента и представить законодательство для него, если таковое не существует.

## Текущий кабинет
Даг Форд и его кабинет были приведены к присяге лейтенант-губернатором Элизабет Даудесвелл 29 июня 2018 года, после того как предыдущее правительство Кейтлин Винн потерпело неудачу на всеобщих выборах 7 июня 2018 года. 2 ноября 2018 года Джим Уилсон подал в отставку и на его должность был назначен Тодд Смит на временной основе. 5 ноября 2018 года произошла небольшая перестановка в кабинете. Портфель министра правительства и потребительских услуг был передан новому члену Исполнительного совета Биллу Уокеру, ранее занимавшему должность главного критика правительства. В этом кабинете также присутствовали Майкл Тиболло и Сильвия Джонс, которые обменялись своими портфелями, министр общественной безопасности и исправительных учреждений на министра туризма, культуры и спорта. Последняя часть этой перетасовки кабинета произошла, когда Джефф Юрек обменялся портфелем с Джоном Якабуски.
4 апреля 2019 года Сильвия Джонс была приведена к присяге в качестве генерального солиситора Онтарио.
20 июня 2019 года Премьер-министр Форд изменил свой кабинет, внеся следующие изменения:
| Министр            | Должность                                                           | Начало работы в должности |
| ------------------ | ------------------------------------------------------------------- | ------------------------- |
| Даг Форд           | Премьер-министр                                                     | 2018                      |
| Даг Форд           | Министр межправительственных дел                                    | 2018                      |
| Кристин Эллиотт    | Заместитель премьер-министра                                        | 2018                      |
| Кристин Эллиотт    | Министр здравоохранения                                             | 2019                      |
| Майкл Тиболло      | Заместитель министра психического здоровья и по делам наркомании    | 2019                      |
| Мерри Фуллертон    | Министр долгосрочной помощи                                         | 2019                      |
| Род Филлипс        | Министр финансов                                                    | 2019                      |
| Вик Федели         | Министр экономического развития, создания рабочих мест и торговли   | 2019                      |
| Вик Федели         | Председатель Кабинета                                               | 2018                      |
| Прабмит Саркария   | Заместитель министра малого бизнеса и сокращения бюрократии         | 2019                      |
| Стивен Лечче       | Министр образования                                                 | 2019                      |
| Росс Романо        | Министр подготовки к высшему образованию, колледжей и университетов | 2019                      |
| Тодд Смит          | Министр по делам детей, населения и социальных служб                | 2019                      |
| Пол Каландра       | Лидер дома правительства                                            | 2019                      |
| Монте Макнотон     | Министр труда                                                       | 2019                      |
| Лиза Маклеод       | Министр туризма, культуры и спорта                                  | 2019                      |
| Джилл Данлоп       | Заместитель министра по делам детей и женщин                        | 2019                      |
| Раймонд Чо         | Министр по делам пожилых людей и доступности                        | 2018                      |
| Джон Якабуски      | Министр природных ресурсов и лесного хозяйства                      | 2018                      |
| Лори Скотт         | Министр инфраструктуры                                              | 2019                      |
| Грег Рикфорд       | Министр развития Севера и шахт                                      | 2018                      |
| Грег Рикфорд       | Министр энергетики                                                  | 2018                      |
| Грег Рикфорд       | Министр по делам коренных народов                                   | 2018                      |
| Сильвия Джонс      | Генеральный солиситор Онтарио                                       | 2019                      |
| Эрни Хардеман      | Министр сельского хозяйства, продовольствия и агропромышленности    | 2018                      |
| Стив Кларк         | Министр муниципальных дел и жилищного строительства                 | 2018                      |
| Джефф Юрек         | Министр окружающей среды, охраны природы и парков                   | 2019                      |
| Питер Бетленфальви | Президент Казначейства                                              | 2018                      |
| Билл Уокер         | Заместитель министра энергетики                                     | 2019                      |
| Лиза Томпсон       | Министр правительства и бытового обслуживания                       | 2019                      |
| Кэролайн Малруни   | Министр транспорта                                                  | 2019                      |
| Кэролайн Малруни   | Министр по делам франкофонии                                        | 2018                      |
| Кинга Сурма        | Заместитель министра транспорта                                     | 2019                      |
| Даг Дауни          | Генеральный прокурор                                                | 2019                      |

## Бывшие ведомства
- Министерство детских услуг (2003–2004)
- Министерство гражданства и культуры (1983–1987)
- Министерство гражданства (1987–1995; 2001–2003)
- Министерство гражданства, культуры и отдыха (1995–2001)
- Министерство гражданства и иммиграции (2016-2018)
- Министерство гражданства, иммиграции и международной торговли (2003–2016)[3]
- Министерство колледжей и университетов (1972–1993)
- Министерство по делам общин, семьи и детей (2002–2003 годы)
- Министерство общественной безопасности и исправительных служб (2003-2019)
- Министерство потребительских и деловых услуг (2003–2005)
- Министерство потребительских и коммерческих отношений (1972–2001)
- Министерство исправительных учреждений (1972–1993; 1999–2002)
- Министерство культуры и связи (1987–1993)
- Министерство культуры, туризма и отдыха (1993–1995)
- Министерство экономического развития, торговли и туризма (1995–1999; 2008–2011)
- Министерство экономического развития и торговли (1999-2008)
- Министерство образования и профессиональной подготовки (1993–1999 годы)
- Министерство энергетики и инфраструктуры (2007–2010)
- Министерство энергетики, науки и технологий (1997–2002)
- Министерство предпринимательства и инноваций (2002–2003)
- Министерство окружающей среды и энергетики (1993–1997; 2002)
- Министерство финансовых учреждений (1986–1993)
- Министерство здравоохранения (1972–1999)
- Министерство жилищного строительства (1973–1981 годы; 1985–1995)
- Министерство промышленности, торговли и технологий (1985–1993)
- Министерство международной торговли
- Министерство по делам муниципалитетов (1985–1995; 2003–2004)
- Министерство обновления общественной инфраструктуры (2005−2008)
- Министерство общественной безопасности и охраны (2002–2003)
- Министерство исследований, инноваций и науки (2013–2018)
- Министерство доходов (1968–2012)
- Министерство общественного развития (1985–1993)
- Министерство юстиции (1972–1993; 1999–2002)
- Министерство генерального солиситора и исправительных учреждений (1993–1999)
- Министерство туризма (1999–2001)
- Министерство туризма, культуры и отдыха (2001–2002)
- Министерство транспорта и связи (1971–1987)
- Министерство финансов и экономики (1978–1993)
- Секретарь провинции и Секретарь провинции Онтарио (с 1961 года Секретарь провинции и министр гражданства) (1867–1975)